# Parc national du Mont-Tremblant

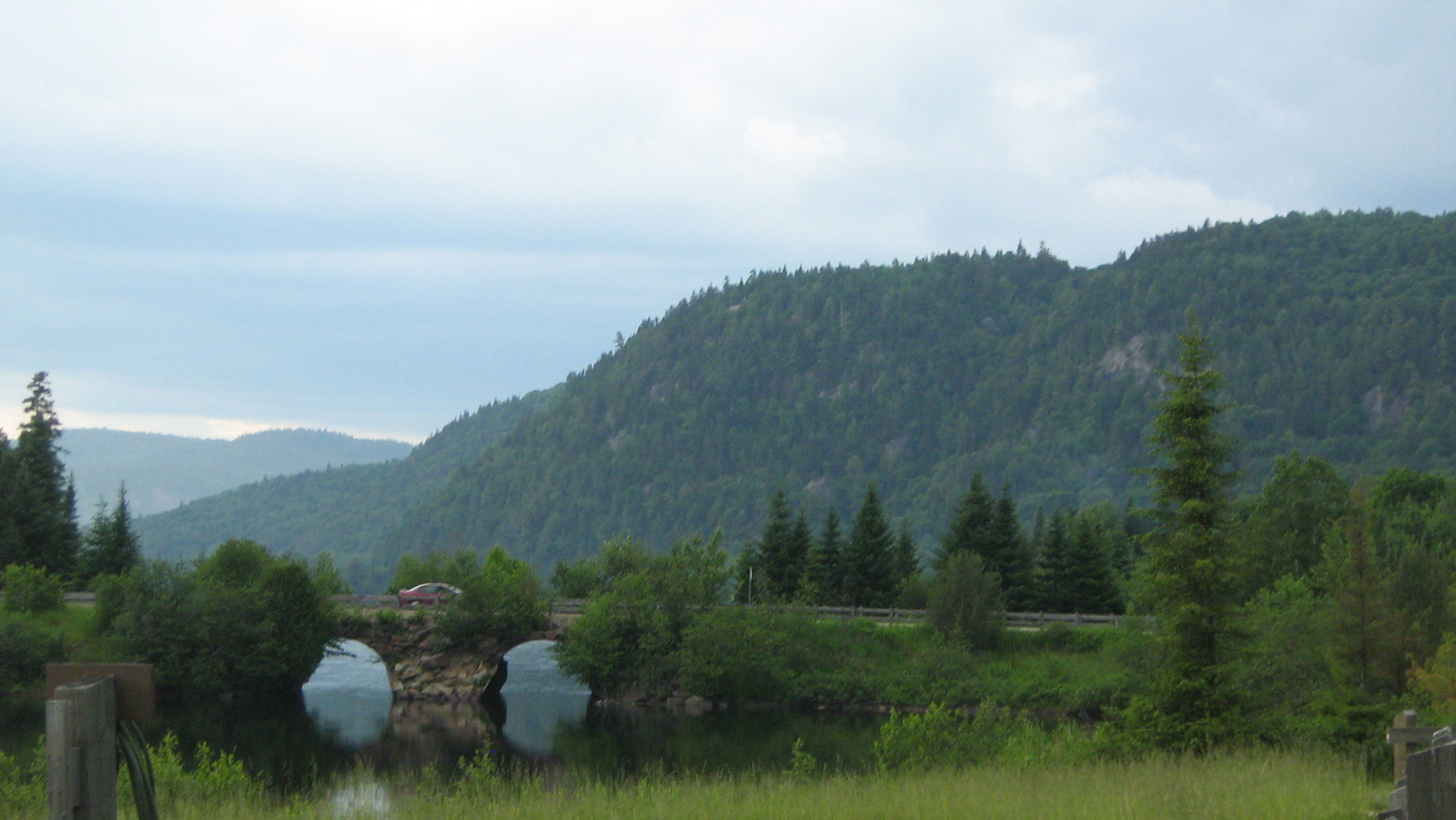
Landschaft im Vallée de la Diable

Der Parc national du Mont-Tremblant ist ein Provinzpark in der kanadischen Provinz Québec. Dort entspricht ein Parc national allerdings dem, was in den übrigen Provinzen als Provinzpark (Provincial Park) bezeichnet wird.
Er liegt nördlich von Mont-Tremblant, Saint-Donat und  Saint-Côme in den Verwaltungsregionen Laurentides und Lanaudière. Er ist der älteste Parc national in Québec und mit 1510 km² der größte in der Provinz.
Der Park verdankt seinen Namen dem Berg Mont Tremblant. Er wird von der Provinzregierung von Québec und dessen Behörde Société des établissements de plein air du Québec (SÉPAQ) betrieben. Zweck des Parks ist der Schutz einer repräsentativen Naturlandschaft im Süden der Provinz.

## Geographie

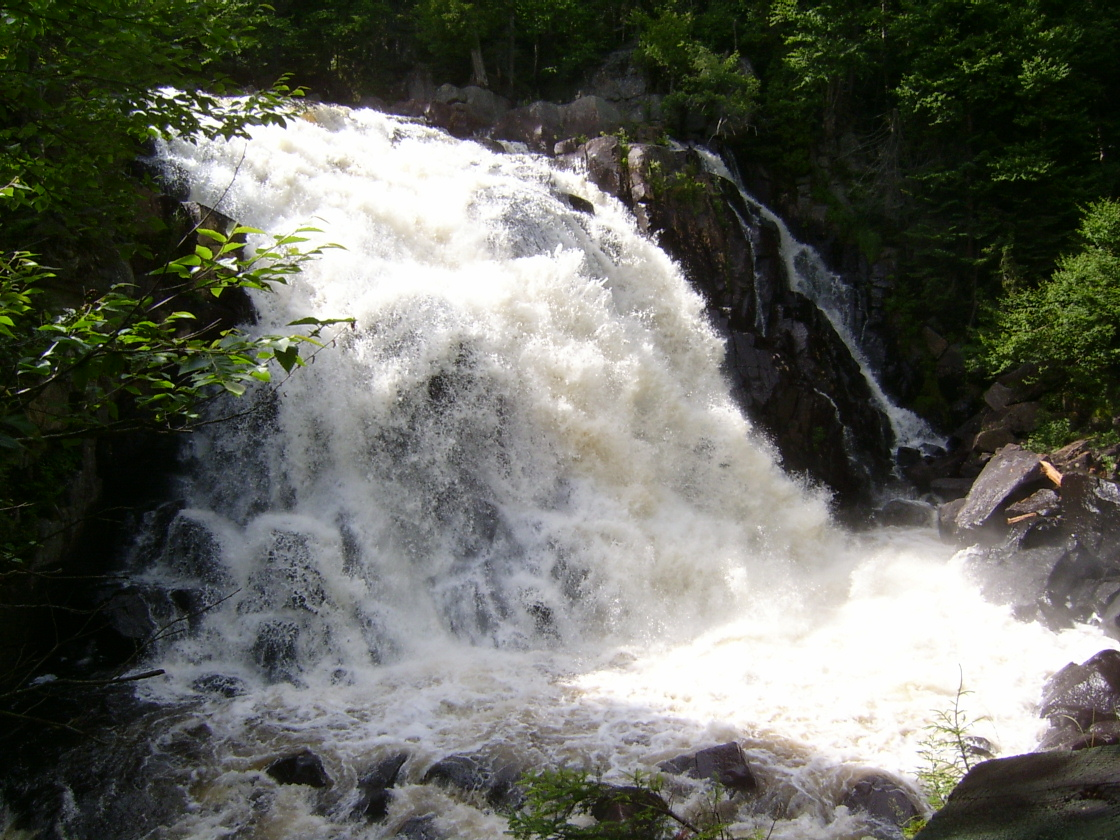
Chute du Diable

Der 1510,1 km² große Park liegt nordöstlich von Mont-Tremblant und reicht im Osten bis etwas nördlich von Saint-Côme und grenzt im Norden an das Réserve faunique Rouge-Matawin und im Osten an Zec Lavigne.
Der Park ist in drei Hauptsektoren aufgeteilt: die Täler des Rivière du Diable, des Flüsschens Pimbina und der Rivière L’Assomption. Der Secteur de la Diable ist über die Autoroute 15 und die Route 117 von Montréal, sowie über die Route 323 von Ottawa aus erreichbar. Der Secteur de la Pimbina ist über die Route 125 von Saint-Donat aus erreichbar. Der Secteur de L'Assomption ist seinerseits von Saint-Côme aus zu erreichen. Weitere Zugänge zum Park gibt es von La Macaza, von Labelle sowie von Saint-Michel-des-Saints.

## Geologie
Der Park liegt in der Province de Grenville, der ältesten Region des Kanadischen Schildes. Gneis und Granite herrschen vor. Wie alle kanadischen Parks, so ist auch dieser stark von der letzten Eiszeit geprägt. So findet man etwa große Sandablagerungen entlang der Flüsse und Seen. Organische Ablagerungen sind hingegen dünn und selten, wie etwa am Lac des Cyprès.
Drei Flusssysteme, die des Rivière Rouge, des Rivière L'Assomption und des Rivière Matawin. Neben dem Cyprès-See bestehen weitere 400 Seen auf dem Gebiet des Parks, wobei sich die meisten im Nordteil befinden.

## Geschichte

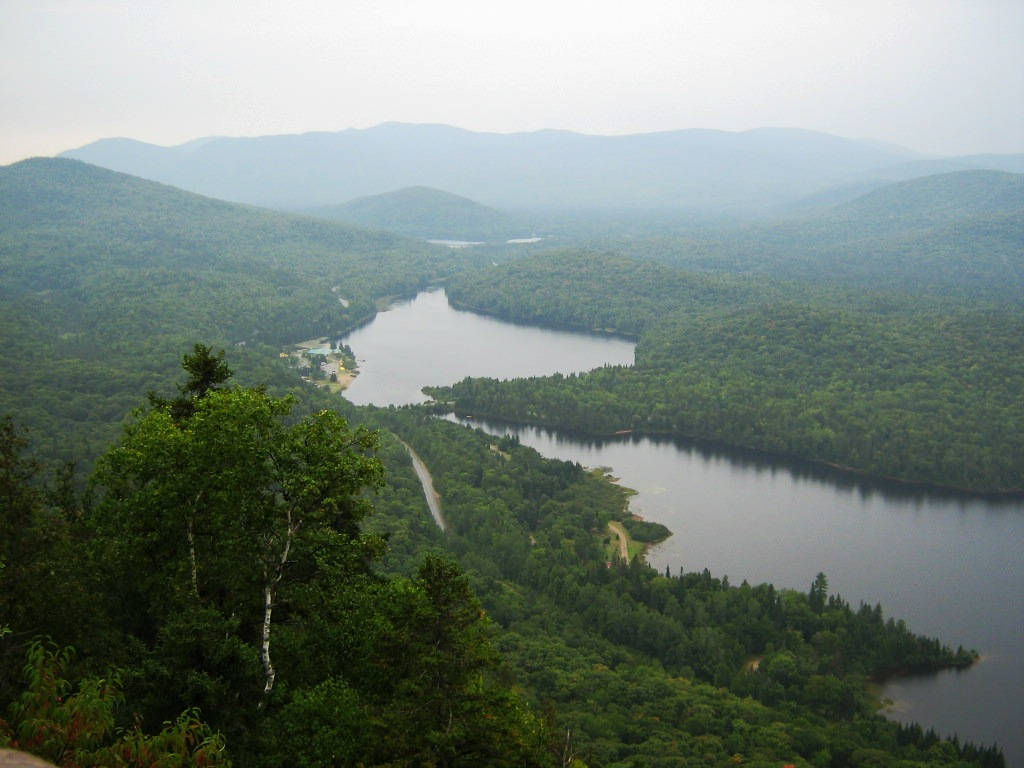
Lac Monroe im Secteur de la Diable

Die örtlichen Algonkin, die Weskarini, nannten den Berg Manitonga Soutana (Berg der Geister (oder des Teufels)). Sie gerieten in die Kämpfe zwischen Franzosen und Briten, Algonkin und Irokesen. Sie mussten ihr Gebiet am Rivière de la Petite Nation verlassen, doch wurden sie bis auf einen einzigen Mann am Petit Lac Nominingue von Irokesen umgebracht.
In den 1850er Jahren begann der Holzeinschlag. 1895 entstand aufgrund von Planungen für ein ausgedehntes Sanatorium ein Schutzgebiet. Die Provinzregierung zog es jedoch vor, den Park begrenzt ökonomisch zu nutzen, was bedeutete, dass bis 1981 Bäume gefällt wurden. 1925 wurde das Schutzgebiet von 60 auf 3108 km ausgedehnt. 1938 errichtete der Amerikaner Joe Ryan eine Skistation auf dem Mont-Tremblant. 1948 entstand eine Forschungsstation, 1958 ein erster Campingplatz am Lac Chat. Ihm folgten weitere entlang des Rivière du Diable und nördlich von Saint-Donat. 1961 erhielt der Park den Namen Parc du Mont-Tremblant.
Mit dem Parkgesetz von 1977, dem Loi sur les Parcs konnten industrielle Nutzungen ausgeschlossen werden. Zunächst erhielt der Park die Bezeichnung Parc de récréation, also etwa Erholungspark. 1990 wurde die nördliche Hälfte zur Réserve faunique Rouge-Matawin. Nach langen Verhandlungen wurde der Park unter leichten Grenzveränderungen im Jahr 2000 zum Parc de conservation erhoben, einem Gebiet, das explizit der Erhaltung des vorgefundenen Zustands dient. Damit entstand erst der Parc national du Mont-Tremblant im Jahr 2001, da der Erholung keinerlei Vorrang mehr eingeräumt wird, wie es bis dahin üblich war.

## Flora und Fauna
Im Park gedeihen Gelb-Birke und Zucker-Ahorn. Gegen Norden, auf den Hügeln und im Tal der Macaza herrscht die Balsam-Tanne zunehmend vor.  Der Carcan und der Tremblant weisen eine mit der Höhe sich ändernden Bewuchs auf, in den weniger hohen Regionen erreicht der Rot-Ahorn seine nördlichsten Standorte. Darüber hinaus finden sich Papier-Birke, Amerikanische Buche und Amerikanische Zitterpappel, Amerikanische Rot-Fichte, Schwarz- und Weiß-Fichte, Kanadische Hemlocktanne und Amerikanische Linde sowie die Roteiche.
Neun der im Park bekannten Pflanzenarten gelten als gefährdet, die meisten im Umkreis des Lac Monroe. Die letzte Bestandsaufnahme stammt allerdings aus den 1970er Jahren.
Im Schutzgebiet leben 40 Säugetierarten, darunter Elch, Weißwedelhirsch, Timberwolf, Rotfuchs, Amerikanischer Schwarzbär, Schneeschuhhase, Baumhörnchen (Tamiasciurus hudsonicus), Kanadischer Biber, Bisamratte, Nordamerikanischer Fischotter, Amerikanischer Nerz. Man schätzt die Zahl der Wölfe auf 35, sie leben in vier oder fünf Rudeln. Im Park sind sie vor jeder Bejagung geschützt.
Im Park finden sich mindestens 194 Vogelarten, darunter das Kragenhuhn, Drosseln, Kleiber, Spechte, dann der Virginia-Uhu, hier Grand-duc d'Amérique genannt, der Streifenkauz und Bussarde wie Buteo platypterus. Hinzu kommen Habicht und Fischadler. Unter den Raubvögeln gilt nur der Weißkopfseeadler als gefährdet.
Mindestens 14 Reptilienarten leben im Park, darunter der Ochsenfrosch, der hier Ouaouaron heißt, dann Lithobates clamitans, der Grünliche Wassermolch, amerikanische Schwimmnattern wie die Siegelring-Schwimmnatter (Nerodia sipedon), deren Bestände stark zurückgegangen sind, die Waldbachschildkröte, die ebenfalls selten geworden ist, sowie die Zierschildkröte.
Schließlich sind 29 Fischarten bekannt, darunter der Hecht und der Bachsaibling.

## Belege
1. ↑  Biofilia. Consultant en Environnement (Hrsg.): Programme de caractérisation de la rivière du Diable, Ville de Mont-Tremblant, Québec, Ville de Mont-Tremblan, Dezember 2004.
2. ↑  Dies und das Folgende nach: Joseph Graham: Naming the Laurentians: A History of Place Names 'up North, Québec: Les Editions Main Street Inc, 2005.
3. ↑  Michel Hénault, Hélène Jolicoeur: Les Loups au Québec. Meutes et Mystères, Société de la faune et des parcs du Québec, Québec, Juni 2003, S. 35.